# کوتسبره
کوتسبره (به چکی: Kocbeře) یک منطقهٔ مسکونی در جمهوری چک است که در منطقه تروتنوف واقع شده‌است.